# Краковецкий, Игорь Иванович
И́горь Ива́нович Кракове́цкий (22 января 1948, Курск — неизвестно) — советский футболист, нападающий клубов «Авангард» и «Крылья Советов», с которым выступал в высшей лиге СССР.
В сезоне 1968 года забил 11 мячей за курские «Трудовые Резервы».
«Крылья Советов» при участии Краковецкого в 14 матчах одержал две победы и три раза сыграл вничью.